# Cimetière Volkovo
 (mars 2016).
Si vous disposez d'ouvrages ou d'articles de référence ou si vous connaissez des sites web de qualité traitant du thème abordé ici, merci de compléter l'article en donnant les références utiles à sa vérifiabilité et en les liant à la section « Notes et références ».
Le cimetière Volkovo ou Volkovskoïe est un cimetière situé dans la partie méridionale de Saint-Pétersbourg, en Russie. Il doit son nom à l'ancien village de Volkovaïa et de la rivière Volkovka à proximité.

## Fondation
Fondé en 1710, il est devenu un cimetière officiel de Saint-Pétersbourg en 1756 par un édit de l'impératrice Élisabeth, lorsqu'il est décidé de fermer le cimetière insalubre de l'Exaltation de la Sainte-Croix qui longeait la rue de Moscou.
Il se divise en deux parties : une pour les orthodoxes et une pour les non orthodoxes appelée « cimetière luthérien », même si des vieux-croyants ou des catholiques y étaient aussi enterrés.
On estime que près de 100 000 personnes y furent inhumées.
Il faisait à la veille de la révolution de 1917 trente-trois hectares avec cent-vingt allées sur douze kilomètres. Il s'étend sur vingt-six hectares.

## Partie orthodoxe

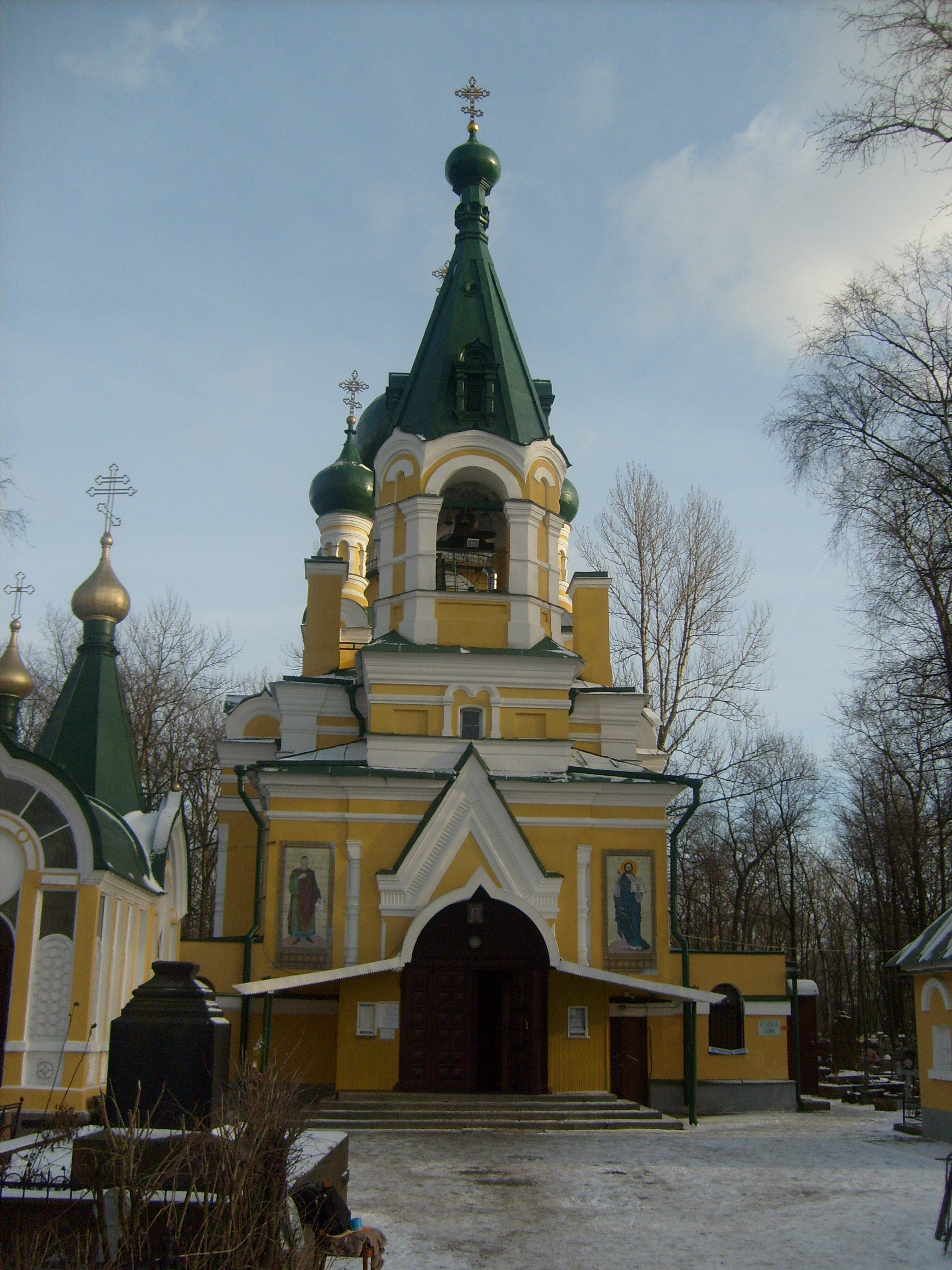
Façade de l'église Saint-Job

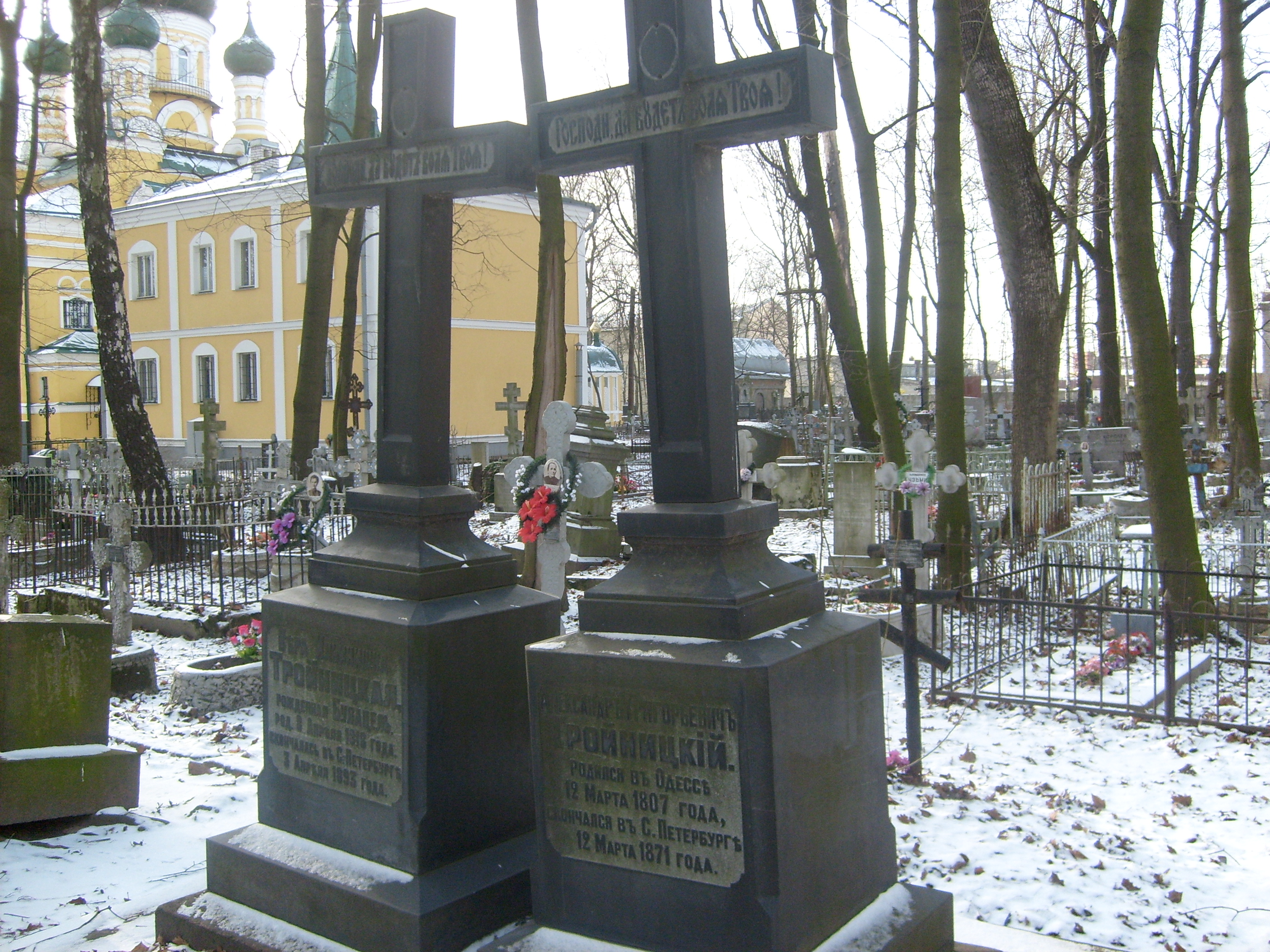
Tombes du cimetière Volkovo et église Saint-Job

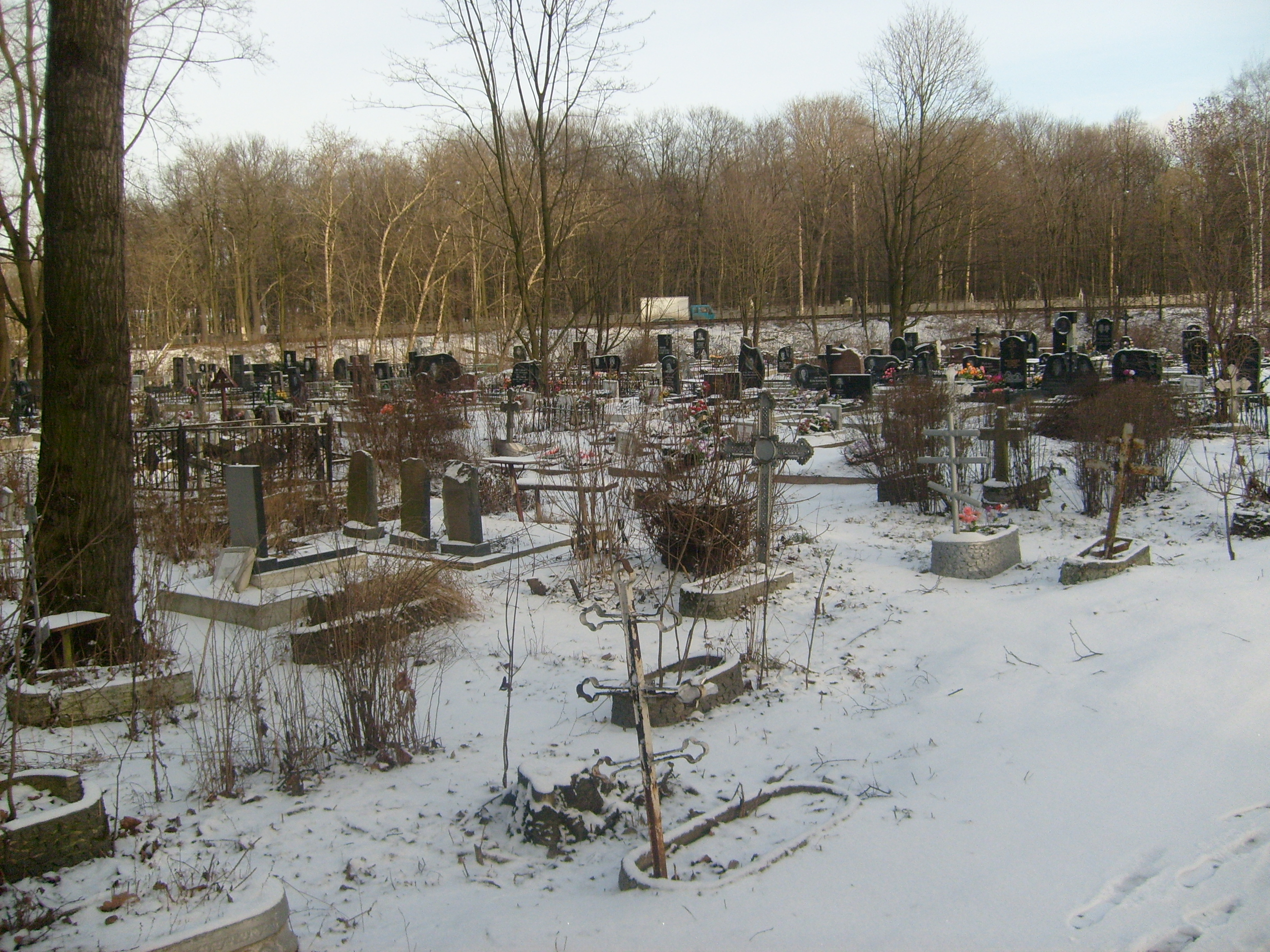
Tombes du cimetière Volkovo

Une église vouée au Sauveur est construite en bois en 1759, une autre en 1777, reconstruite en pierre en 1785 et vouée à la Résurrection.
Cette partie du cimetière est agrandie et réaménagée en 1812. On construit un nouveau portail et un clocher en 1832-1834 et une nouvelle église du Sauveur en 1837-1842. Une troisième église, vouée à Tous-les-Saints, est consacrée en 1852, une quatrième, vouée au prophète Job en 1887. C'est la seule église du cimetière encore ouverte au culte. La cinquième et dernière, bâtie entre 1910 et 1913, est vouée à l'Assomption.
Le cimetière est nationalisé en 1918. Il subit des déprédations dans les décennies qui suivent, des monuments sont profanés et une partie du cimetière est supprimée en 1932.
L'église de l'Assomption est démolie en 1935, celle de Tous-les-Saints en 1937.
Le cimetière est toujours ouvert et les inhumations continuent d'avoir lieu.
C'est dans cette partie du cimetière que se trouve la passerelle des écrivains.

## Partie non orthodoxe
Ce cimetière se trouve à l'ouest du cimetière orthodoxe, et était divisé à l'origine en trois parties, celle des luthériens, celle des Vieux Croyants et celle de non-orthodoxes.

### Cimetière luthérien
Le cimetière luthérien se trouve derrière la Volkovka.
Le premier à y être enterré fut un marchand allemand du nom de Johann-Gebhard Bretfeld en 1773, d'où le surnom de Bretfoldov, donné à cette parcelle autrefois. Les dépouilles de quelques personnages célèbres, comme Carlo Rossi, sont transférées dans d'autres cimetières (Laure de Saint-Alexandre-Nevski) dans les années 1930. Cette partie du cimetière accueillait aussi des anglicans et des catholiques. C'est ici que fut enterrée la pédagogue madame de Lafont (1717-1797), fondatrice de l'institut Smolny. Sa tombe a disparu.
La Société allemande de Saint-Pétersbourg répertorie la majorité des tombes dans les années 1990.
L'entretien et la gestion du cimetière étaient assurés par la paroisse luthérienne Saint-Pierre-et-Saint-Paul (la Petrikirche). Des allées sont dessinées, les tombes numérotées, les inhumations enregistrées et les archives tenues en règle. Cette organisation sert de modèle aux autres cimetières de la ville.
On construit un pont au-dessus de la rivière en 1790, un portail de pierre en 1842, et une chapelle consacrée en 1879. Un nouveau portail avec un grand catafalque de pierre imposant est construit en 1900. La chapelle est détruite dans les années 1920 et tous les bâtiments et monuments de bois utilisés pour faire des bûches

### Cimetière des Vieux Croyants
Le cimetière des Vieux Croyants se trouve au nord du cimetière luthérien, mais leur maison de prières construite à la fin des années 1880 a été transformée en dispensaire dans les années 1930 et aucune tombe ancienne ne subsiste.

### Cimetière des non-orthodoxes
Le cimetière des non-orthodoxes a été réuni au cimetière luthérien et l'église de l'Annonciation, qui s'y trouvait depuis 1818, a été détruite dans les années 1930.

## Quelques personnalités inhumées au cimetière Volkovo

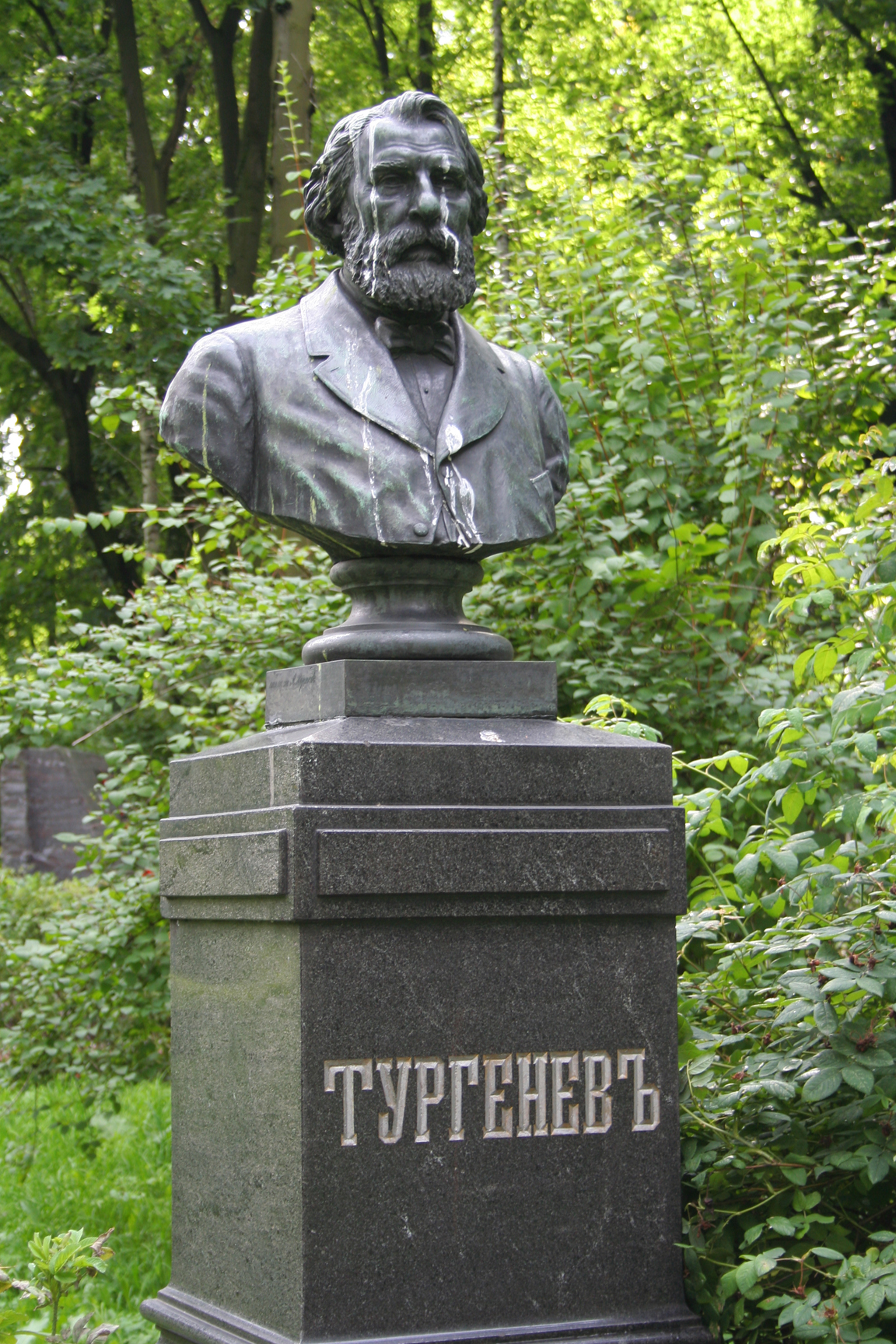
Tombe de Tourgueniev

Le premier à être enterré à la Passerelle des écrivains fut Vissarion Biélinsky en 1848 et l'habitude fut prise d'y enterrer des membres de l'intelligentsia, souvent critiques à l'égard de la société de leur époque. Ivan Tourguéniev demande à être enterré le plus près possible de son ami Biélinsky, mais il est inhumé un peu plus loin, dans une autre parcelle réservée à l'aristocratie, près de l'église du Sauveur. Le critique Nikolaï Dobrolioubov, Dmitri Pissarev, Saltykov-Chtchedrine, et Nikolaï Leskov y sont également enterrés.
- Alexeï Ivanovitch Bartolomei (1784-1839), lieutenant-général
- François-Gabriel Viollier (1752-1839), miniaturiste et architecte
- Vissarion Belinski (1811-1848), critique littéraire
- Ivan Gontcharov (1812-1891), écrivain
- Nicolas Kostomarov, (1817-1885), historien
- Ivan Tourgueniev (1818-1883), écrivain
- Alexandre Droujinine (1824-1864), écrivain et critique littéraire
- Andreï Beketov (1825-1902), botaniste
- Dmitri Mendeleïev (1834-1907), chimiste
- Maria Oulianova (1835-1916), mère de Lénine
- Véra Zassoulitch (1849-1919), activiste anarchiste.
- Ivan Pavlov (1849-1936), physiologiste
- Andreï Petrov (1930 – 2006), compositeur
- Vsevolod Garchine (1855-1888), nouvelliste
- Andrei Markov (1856-1922), mathématicien
- Vladimir Bekhterev (1857-1927), physiologiste
- Alexandre Popov (1859-1906), ingénieur
- Ivan Greaves (1860-1941), historien
- Sergueï Oldenburg (1863-1934), orientaliste et académicien
- Alexandre Kouprine (1870-1938), dramaturge
- Leonid Andreïev, (1871-1919), écrivain
- Mikhaïl Kouzmine (1872-1936), poète
- Agrippina Vaganova (1879-1951), danseuse et professeur de danse soviétique
- Alexandre Blok (1880-1921), poète (dépouille transférée en 1944)
- Lioubov Mendeleïeva-Blok (1881-1939), épouse de Blok
- Isaak Brodsky (1884-1939), peintre
- Mikhaïl Saltykov-Chtchédrine (1826-1889), écrivain
- Nikolaï Akimov (1901-1968), metteur en scène
- Olga Bergholtz (1910-1975), poétesse
- Constantin Sergueïev (1910-1992), maître de ballet
- Natalia Doudinskaïa (1912-2003), ballerine
- Grigori Sandler (1912-1994), chef de chœur
- Mikhaïl Manevitch (1961-1997), économiste
- Gleb Ouspenski, écrivain
- Maria Batrakova (1922-1997), Héroïne de l'Union soviétique
- Emma Popova (1928-2001), actrice
- Galina Oustvolskaïa (1919-2006), compositrice de musique

Grigori Elisseïev déclara en parlant de la Passerelle des écrivains, que tous les gens qui se trouvent ici furent en leur temps des défenseurs infatigables de la pensée et de la liberté russes, du développement et du progrès russes. Après la révolution, elle accueillit également les dépouilles des révolutionnaires comme Gueorgui Plekhanov et Véra Zassoulitch.

## Galerie

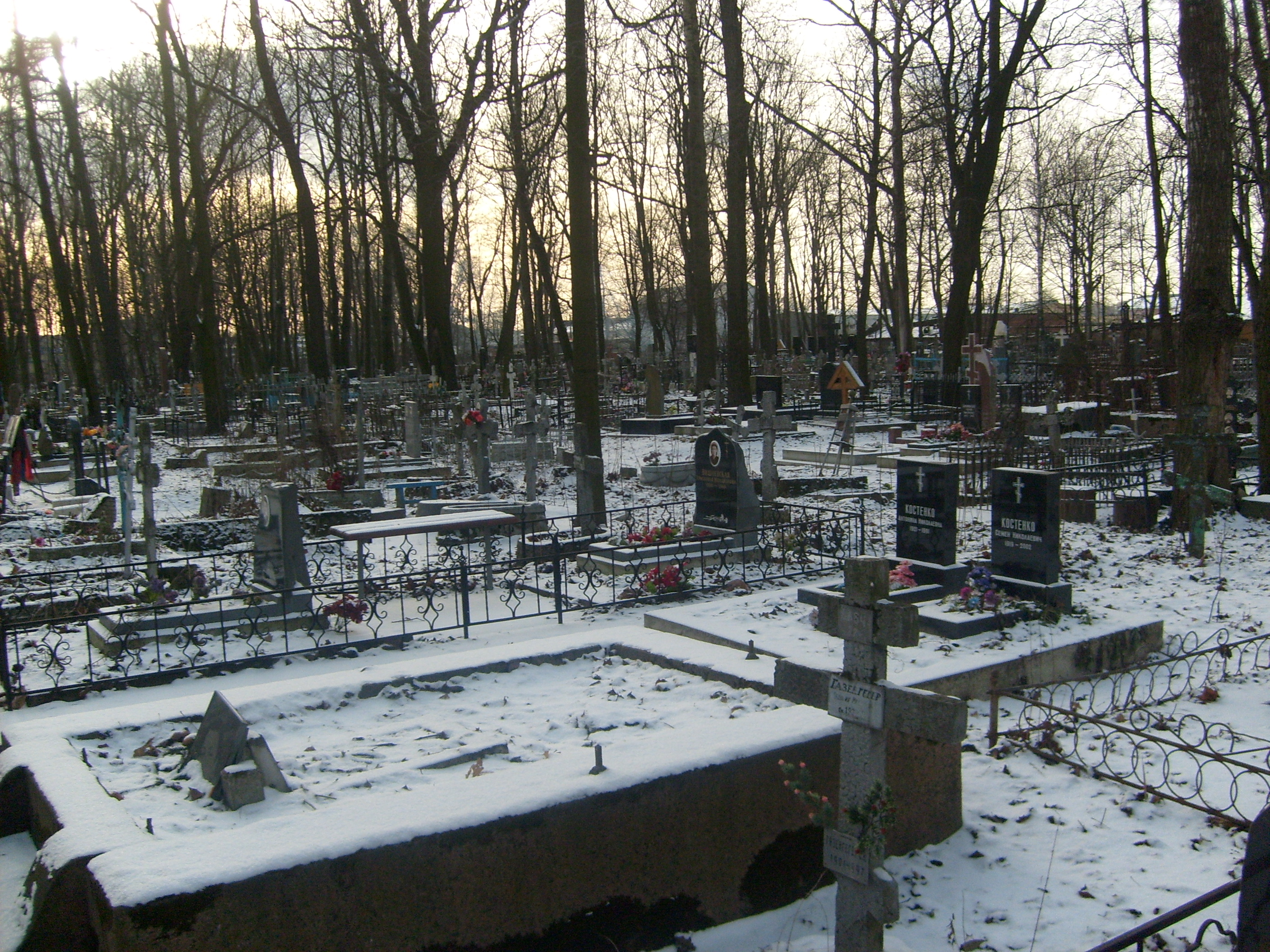
Tombes du cimetière Volkovo
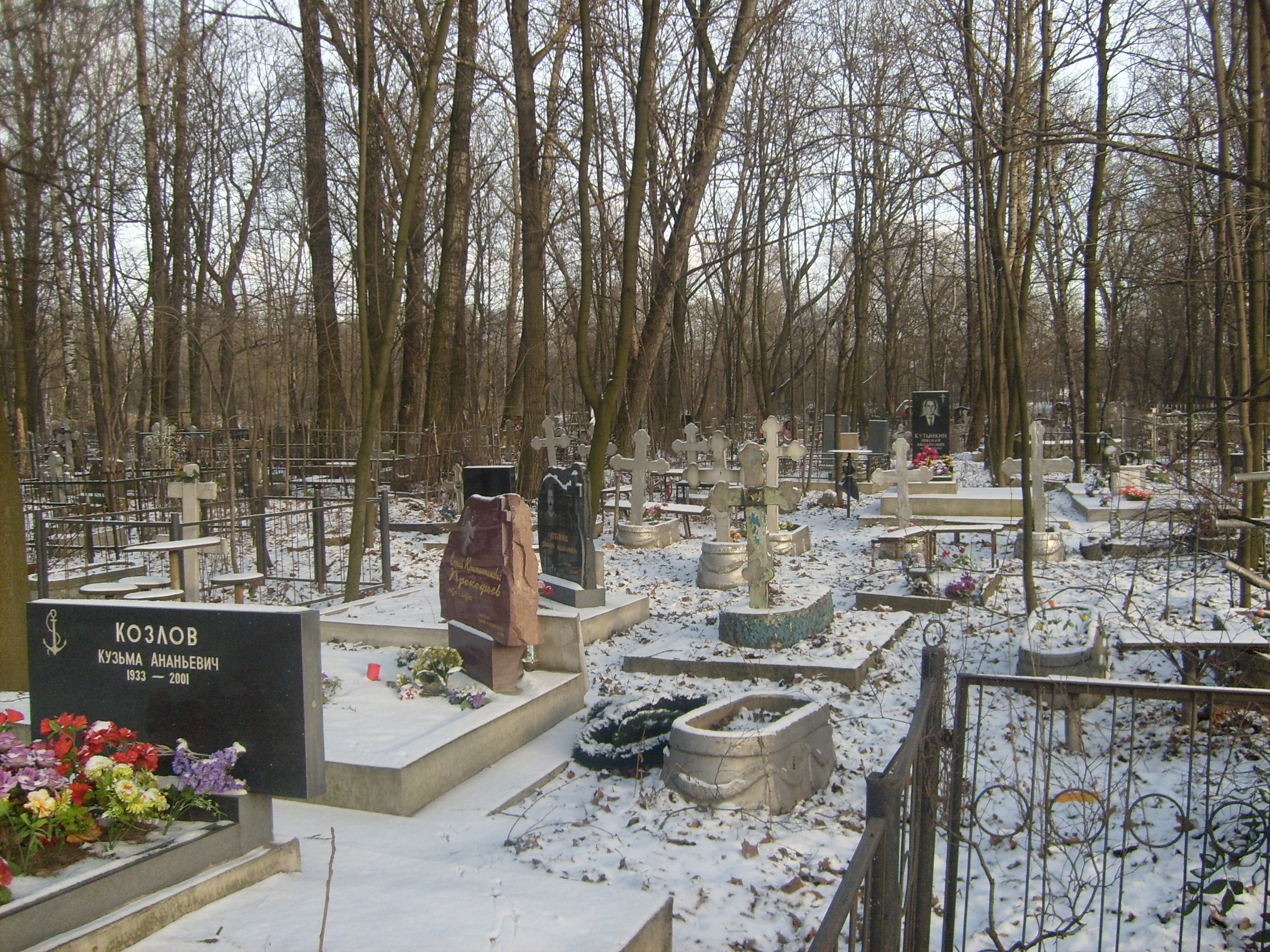
Tombes du cimetière Volkovo
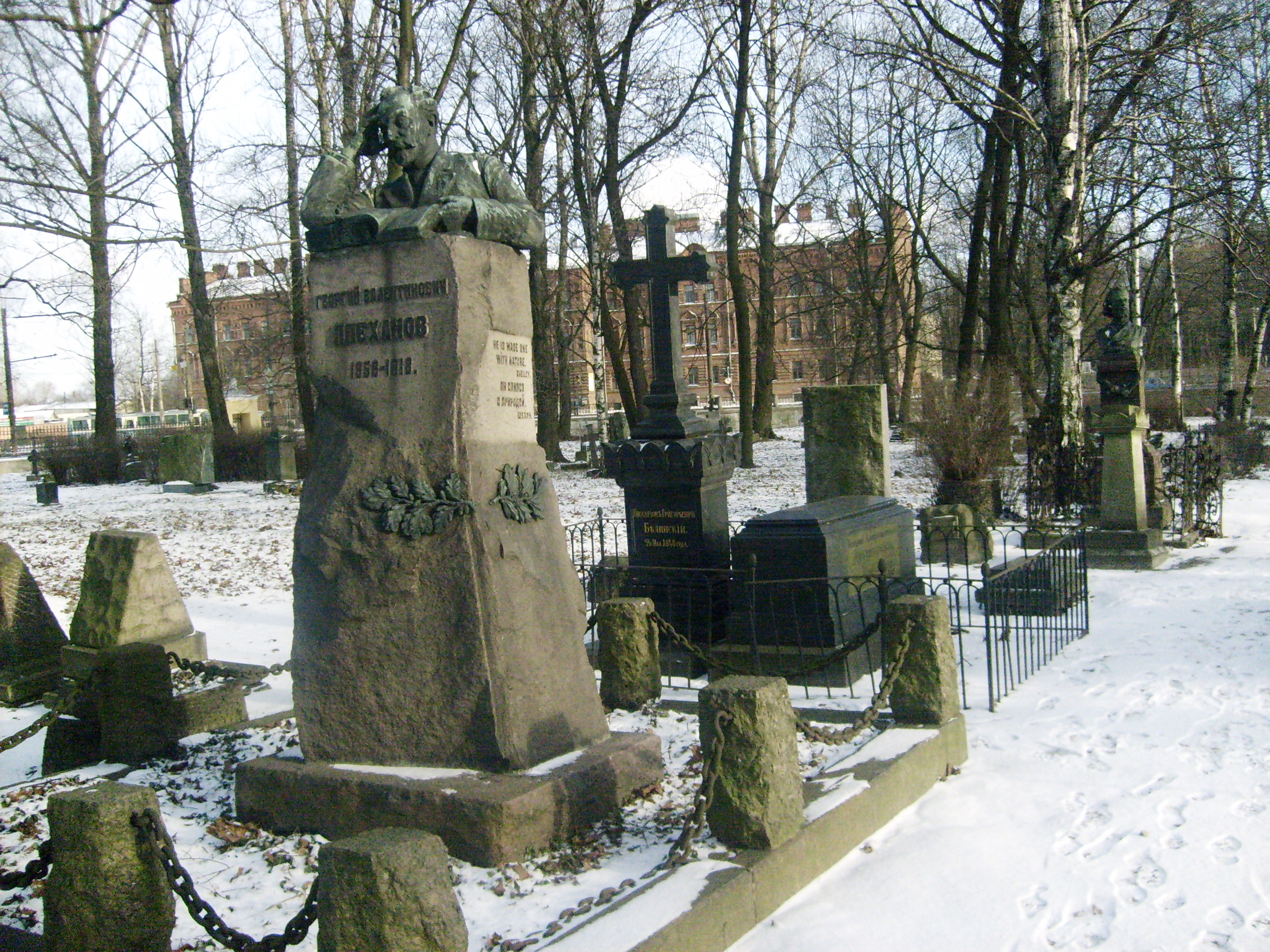
Tombes de Plekhanov au premier plan, de Biélinski (croix de marbre noir) et de Dobrolioubov
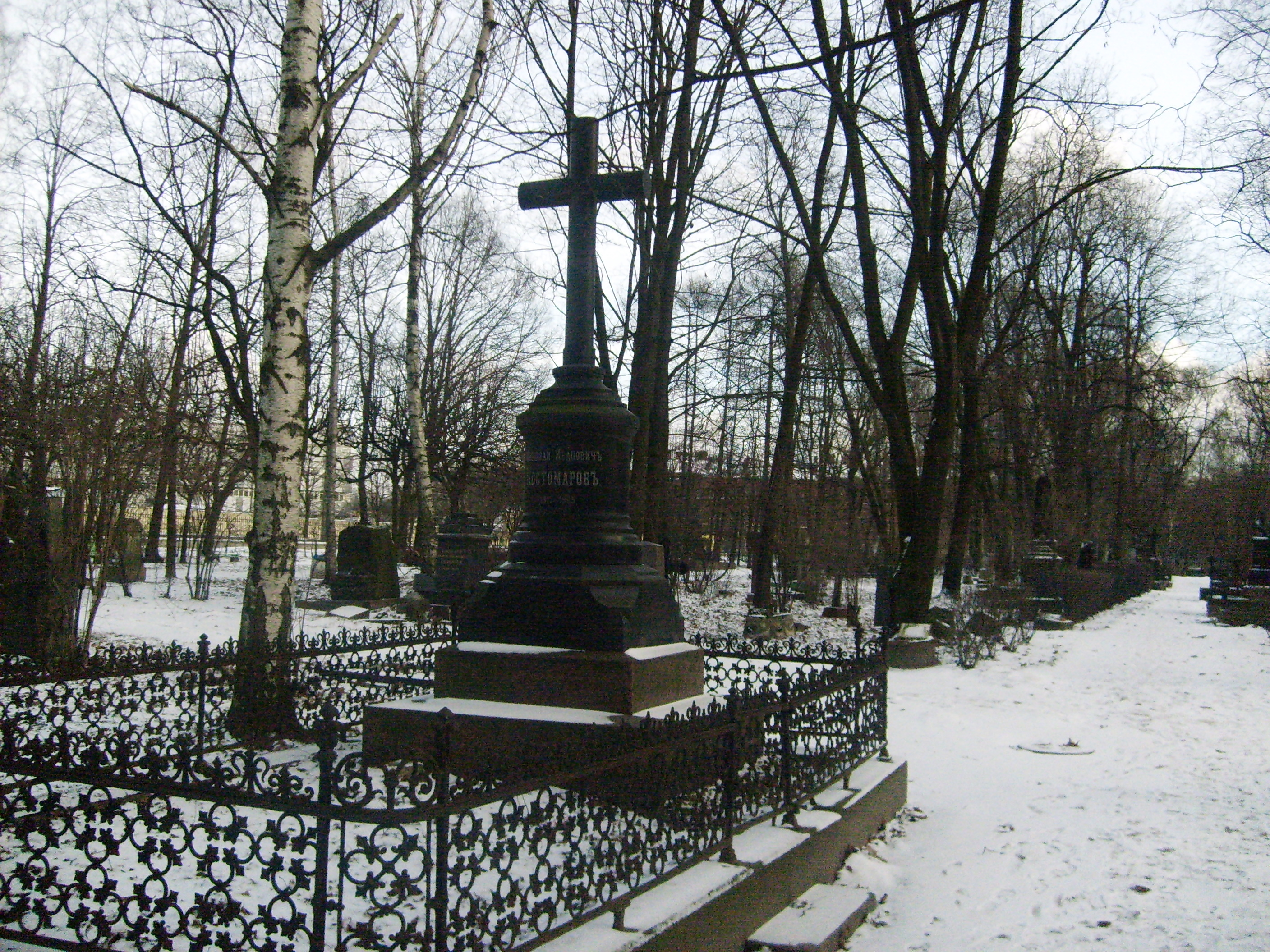
Tombe de l'historien Nikolas Kostomarov
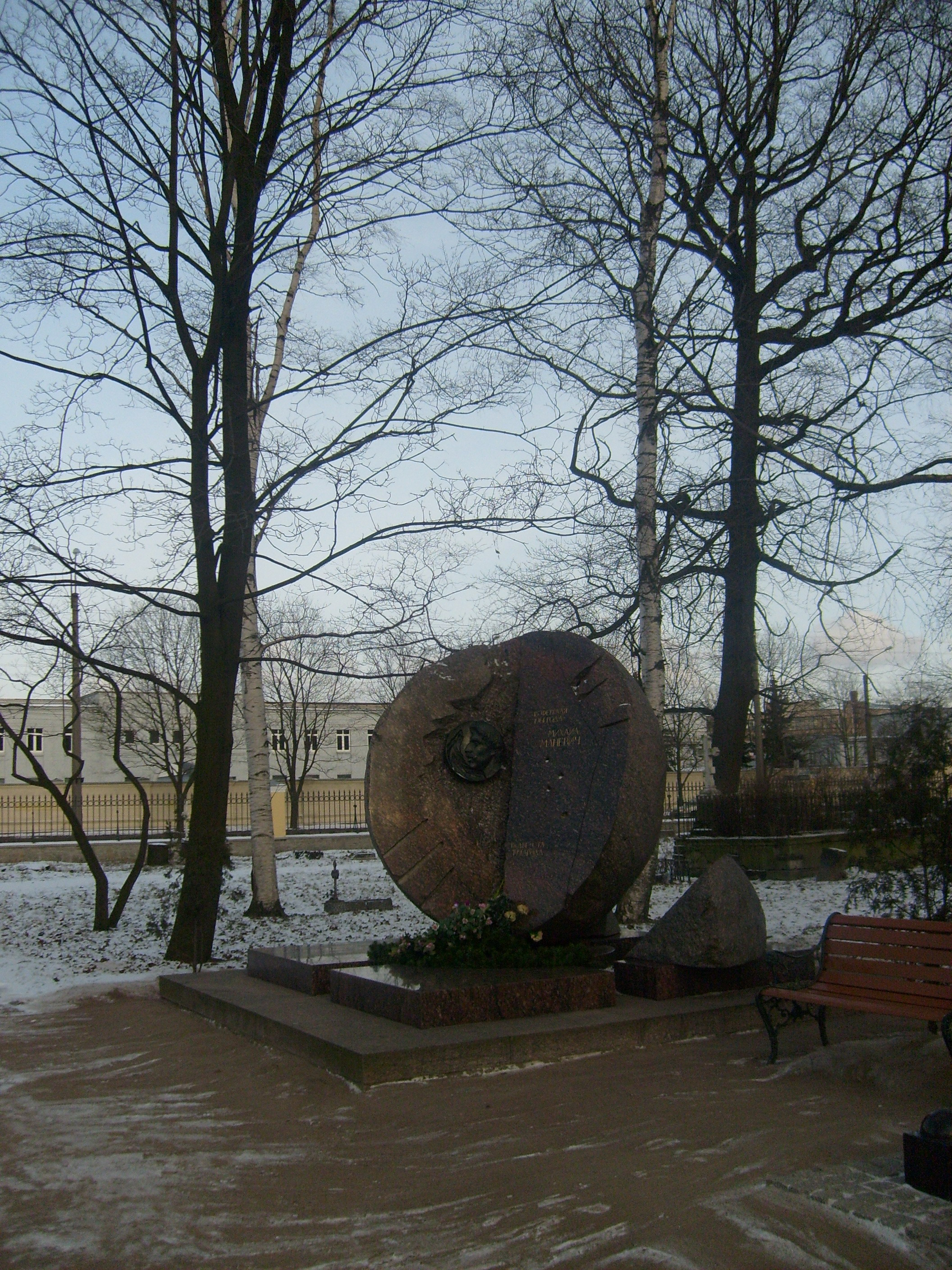
Tombe de l'économiste Mikhaïl Manevitch
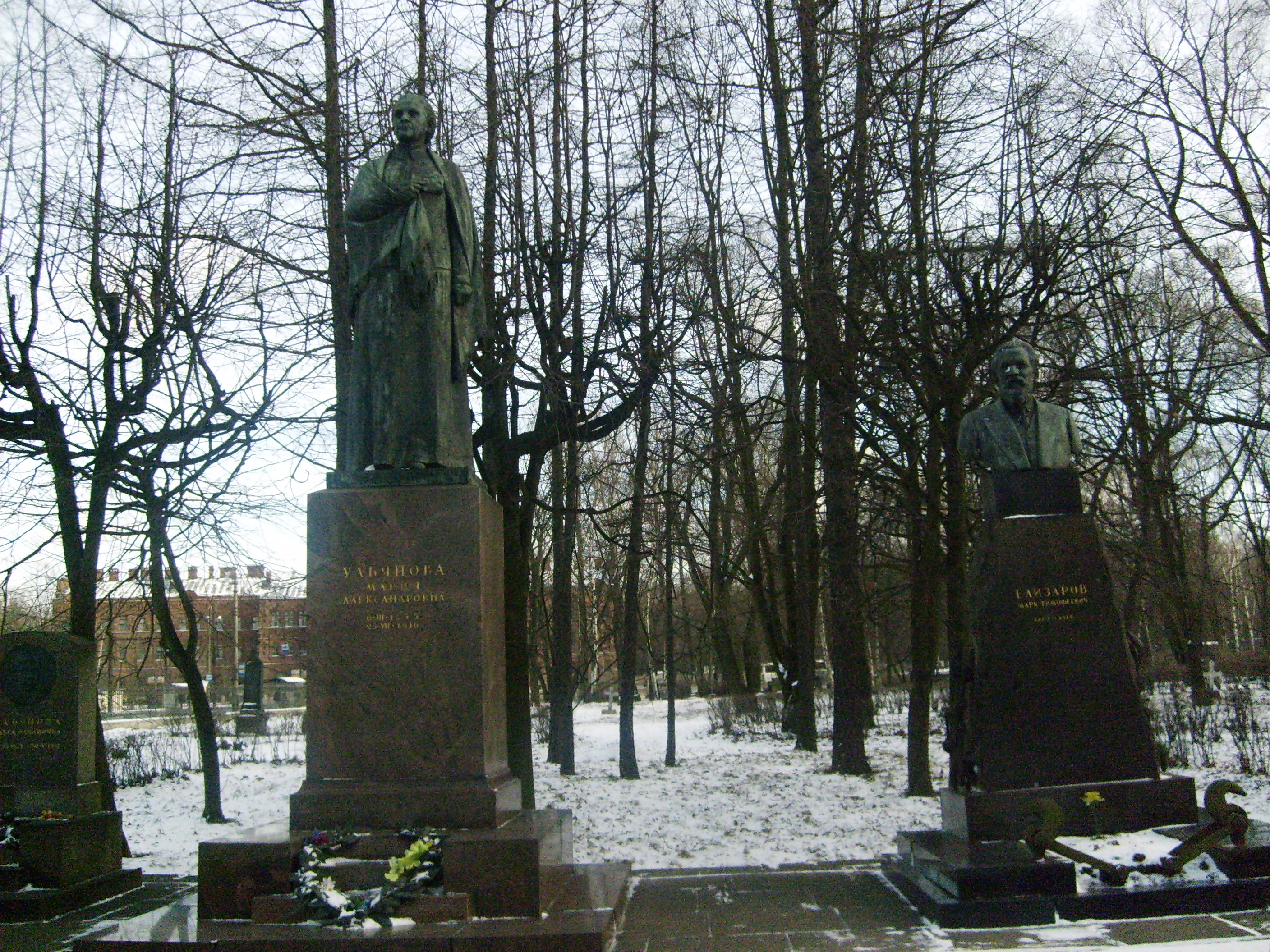
Tombe de la mère de Lénine, Maria Alexandrovna Oulianova